# Trifluorur de clor
El trifluorur de clor és un compost interhalògen de fórmula ClF₃. És un gas incolor i tòxic, corrosiu i extremadament reactiu que es condensa en un líquid de color groc pàl·lid-verdós, la forma en què més sovint es ven (a pressió a temperatura ambienti). El compost es fa servir principalment com a component de combustibles per a coets, en les operacions industrials de neteja i decapat en la indústria de semiconductors, en el processament de combustible nuclear de reactors, i altres operacions industrials.

## Preparació, estructura i propietats
El primer esment va ser el 1930 per Ruff i Krug que ho va preparar per fluoració del clor. També es forma ClF i la mescla es va separar per destil·lació
3 F₂ + Cl₂ → 2 ClF₃
El ClF3 té aproximadament forma de T, amb un enllaç curt (1.598 Å) i dos enllaços llarg (1.698 Å). Aquesta estructura coincideix amb la predicció de la teoria RPECV, que prediu parells d'electrons que ocupen dues posicions equatorials d'una bipirámide trigonal hipotètica. Els enllaços Cl-Faxial són consistents amb la unió hipervalent.
El ClF₃ pur és estable a 180 °C en recipients de quars, per sobre d'aquesta temperatura es descompon per un mecanisme de radicals lliure als elements.

## Reaccions
La reacció amb diversos metalls dona clorurs i fluorurs; amb fòsfor produeix de triclorur de fòsfor (PCl₃) i pentafluorur de fòsfor (PF₅), i amb sofre dona diclorur de sofre (SCl₂) i tetrafluorur de sofre (SF₄). El ClF₃ també reacciona de forma explosiva amb l'aigua, oxida aigua per donar oxigen o en quantitats controlades, difluorur d'oxigen (OF₂), així com fluorur d'hidrogen i clorur d'hidrogen. Els òxids metàl·lics reaccionen per formar halurs de metall i oxigen o difluorur d'oxigen.
ClF₃ + 2 H₂O → 3 HF + HCl + O₂
ClF₃ + H₂O → HF + HCl + OF₂
L'ús principal de ClF₃ és produir hexafluorur d'urani, UF₆, com a part del processament de combustible nuclear i el reprocessament, mitjançant la fluoració del metall d'urani:
U + 3 ClF₃ → UF₆ + 3 ClF

## Perills
El ClF₃ és un fort oxidant i agent de fluoració. És extremadament reactiu amb la majoria dels materials, tant inorgànics com orgànics, fins i tot vidre i tefló, i provoca la combustió de molts materials no inflamables, sense cap font d'ignició. Aquestes reaccions són sovint violentes, i en alguns casos explosives.
La característica de superar la capacitat oxidant de l'oxigen condueix a una corrosividad extrema en contra de compostos d'òxid, que sovint es consideren com a incombustibles. En un accident industrial, una vessa de 900 kg de trifluorur de clor, va cremar una capa de 30 cm de ciment i 90 cm de la grava de sota. Qualsevol equip que entra en contacte amb el trifluorur de clor ha de ser acuradament revisat i netejat, ja que qualsevol contaminació crema explosivament al contacte. A més, només els més poderosos agents d'extinció d'incendis poden apagar un foc de ClF₃, i molts altres mitjans de control/supressió de focs o bé són incapaços de suprimir aquesta oxidació o ho poden agreujar; hi ha casos on el trifluoruro de clor i els seus gasos han pres sorra, asbest i altres materials altament ignífugs. Reacciona violentament amb composts base d'aigua, supressors, i s'oxida en l'absència d'oxigen atmosfèric, la qual cosa fa als supressors de desplaçament atmosfèric com el CO₂ i haló completament ineficaços. Fa cremar el vidre per contacte.
L'exposició a grans quantitats de trifluorur de clor, com un líquid o com un gas, provoca que el teixit s'encengui. La reacció d'hidròlisi amb aigua és violenta i l'exposició dona com a resultat una cremada tèrmica. Els productes d'hidròlisis són principalment àcid fluorhídric i àcid clorhídric, que generalment s'alliberen en forma de vapor a causa de la naturalesa altament exotèrmica de la reacció. L'àcid fluorhídric és corrosiu per als teixits humans, s'absorbeix a través de la pell, ataca selectivament els ossos i afecta la funció nerviosa, i causa l'enverinament per fluor, sovint fatal. L'àcid clorhídric té un perill secundari per als organismes vius, però és diverses vegades més corrosiu per als materials inorgànics que l'àcid fluorhídric.

## Aplicacions

### Aplicacions militars
Sota el nom en clau N-Stoff ("substància N"), el trifluoruro de clor es va investigar per a aplicacions militars en l'Institut Kaiser Wilhelm de l'Alemanya nazi des d'una mica abans de l'inici de la Segona Guerra Mundial. Les proves es van fer contra maquetes de les fortificacions de la línia Maginot. Es va trobar que era una efectiva arma combinada: incendiària i gas verinós. A partir de 1938 va començar la construcció d'una complex de municions a Falkenhagen, part en búnkers, part subterrani 31,76 km² que estava destinada a produir 50 tones de N-stoff al mes, més gas sarín. No obstant això, quan va ser capturat per l'avanç de l'Exèrcit Roig en 1944, la fàbrica havia produït només unes 30 a 50 tones, amb un cost de més de 100 Reichsmark alemanys per quilogram. El N-stoff mai va ser utilitzat en la guerra.

### Comburent per coets
Es va investigar la possibilitat d'utilitzar trifluorur com a comburent emmagatzemable d'alt rendiment en sistemes de propulsió amb coets. No obstant això, les dificultats i precaucions van impedir el seu ús.

### Indústria de semiconductor
En la indústria dels semiconductors, el trifluorur de clor s'utilitza per netejar càmeres de deposició química de vapor. Té l'avantatge que pot ser utilitzat per eliminar el material semiconductor de les parets de la càmera sense haver de desmuntar la càmera. A diferència de la majoria dels productes químics alternatius utilitzats en aquest paper, no necessita ser activat amb l'ús de plasma, ja que la calor de la càmera és suficient per fer que es descomponguin i reaccionin amb el material semiconductor.